# Kung Karls kyrka
Kung Karls kyrka tillhör Kungsörs församling i Västerås stift.  I Kungsörs tätort ligger kyrkan, uppe på en ås, sedan gammalt kallad Kungsörs backe.

## Kyrkobyggnaden
Kung Karls kyrka har formen av en oktogon, med kvadratiska korsarmar och koppartäckt kupoltak. Exteriören består av en sockel med kvaderhuggen sandsten, väggfält av slät kalkcementbruk avfärgad med rosaröd cementfärg, samt släta grå omfattningar. Kring västportalen finns en omfattning skulpterad av grå sandsten, samt dörrparti av smidesjärn och glas. Flertalet fönsterbågar har smidda järnprofiler och rutor av blyinfattat glas.
Centralt i kyrkorummet finns slutna bänkkvarter invid en bred mittgång. Koret är inrymt i östra korsarmen, med sakristia i ett utrymme under altaret. En dopplats finns i den södra korsarmen, i den norra ett museums- och musikrum. Kyrkorummet inramas av en läktare på snidade konsoler.

## Historik
På Kungsörs kungsgård residerade ofta Karl XI, som i ett memorial den 19 november 1688 aviserade att en ny kyrkobyggnad i sten skulle uppföras på platsen. Arkitekt Nicodemus Tessin den yngre fick uppdraget att svara för ritningar. Grunden till kyrkan lades sommaren 1690, varefter arbeten i ojämn takt pågick fram till kyrkoinvigningen den 9 september 1700, förrättad av biskop Erik Benzelius.
Under större delen av 1700- och 1800-talen förändrades föga i kyrkans utseende, fram till 1880, då vapenhus avdelades i västra korsarmen. Cirka tio år senare fick kyrkan sina första värmekällor. År 1897, till minnesdagen 200 år av Karl XI:s död, sattes en förgylld krona i koppar på kyrkans lanternin.
Åren 1957–1958 skedde en omgestaltning som väsentligen präglar dagens utseende. Arkitekterna Carl Hampus Bergman och Sven Axel Söderberg formulerade inledande riktlinjer, vilka följdes av Carl Hampus Bergmans mer ingående program.
Många av kyrkans ursprungliga drag gick förlorade vid 1957–1958 års ombyggnad. Bland annat borttogs sakristian bakom koret, korsarmarnas bänkinredning och en välvd nedgång till gravkammaren under kyrkan. Vid en samtidig fasadrenovering bilades hela den befintliga fasadputsen bort, med färgskikt från 1695 och förmodligen alla senare genomförda renoveringar. Några år senare utbyttes också en läktarorgel, vars fasad anknutit till kyrkans barockarkitektur.

## Inventarier
- Predikstolen fanns tidigare i Slottet Tre Kronors kapell.
- Altaruppsatsen är ritad av Nicodemus Tessin d.y. Dess rikt skulpterade ram är utförd av bildhuggare Burchard Precht.
- Altartavlan är signerad David Klöcker Ehrenstrahl 1692. Dess motiv är Kristus på korset.
- Dopfunten är från 1703 och troligen tillverkad av Burchard Precht.

### Orgel
- 1896 byggde E A Setterquist, Örebro en orgel med 8 stämmor.
- 1925 byggde Gebrüder Rieger, Jägerndorf, Österrike en orgel.
- Den nuvarande orgeln byggdes 1963 av Grönlunds Orgelbyggeri AB, Gammelstad. Orgeln är mekanisk. Fasaden är samtida med orgeln.

| Huvudverk I     | Bröstverk II      | Pedal         | Koppel |
| Principal 8'    | Rörflöjt 8'       | Subbas 16'    | I/P    |
| Gedackt 8'      | Kvintadena 4'     | Gedackt 8'    | II/P   |
| Oktava 4'       | Principal 2'      | Mixtur 3 chor | II/I   |
| Rörflöjt 4'     | Nasat 1 1⁄3'      | Fagott 16'    |        |
| Svegel 2'       | Scharf 3 chor     | Vox humana 4' |        |
| Mixtur 4-5 chor | Krumhorn 8'       |               |        |
| Trumpet 8'      | Tremulant         |               |        |
|                 | Crescendosvällare |               |        |

#### Kororgel
Kororgeln byggdes 1963 av Grönlunds Orgelbyggeri AB, Gammelstad. Orgeln är mekanisk.
| Manual       |
| Gedackt 8'   |
| Rörflöjt 4'  |
| Principal 2' |
| Oktava 1'    |

### Webbkällor
- Kulturhistorisk karakteristik Kung Karls kyrka
- www.vastmanland.se
- Norrhammar: Predikstolen i Kung Karls kyrka Tidskriften Fornvännen 1958 Sidorna 198 - 203
- Wikimedia Commons har media som rör Kung Karls kyrka.